# Dirty
Dirty — седьмой студийный альбом американской группы Sonic Youth, вышедший в 1992 году, записанный с Бутчем Вигом, который, кроме того, сотрудничал с Nirvana в работе над их бестселлером Nevermind, вышедшим за год до этого.

## Об альбоме
Dirty отличается более «гладким» и радиоформатным звучанием, нежели его предшественники, и, по расчётам руководителей DGC, должен был снискать определенный успех на волне интереса публики к гранжу и альтернативному року. Всего с альбома вышло 4 сингла - «100%», «Youth Against Fascism», «Sugar Kane» и «Drunken Butterfly». На каждую из этих песен был снят видеоклип. «Youth Against Fascism», записанная при участии Иэна Маккея из Fugazi, была выпущена синглом по настоянию представителя DGC Марка Кейтса; успеха, однако, сингл не имел, и Кейтс отзывался об этом случае как об «одной из самых больших профессиональных ошибок в своей жизни». В целом альбом получил у критиков одобрительные отзывы; «Entertainment Weekly» присудил ему звание «альбом года».

## Список композиций
Вся музыка написана Sonic Youth за исключением указанных.
| №   | Название                                               | Текст песни | Вокал       | Длительность |
| --- | ------------------------------------------------------ | ----------- | ----------- | ------------ |
| 1.  | «100%»                                                 | Ким Гордон  | Тёрстон Мур | 2:28         |
| 2.  | «Swimsuit Issue»                                       | Гордон      | Гордон      | 2:57         |
| 3.  | «Theresa's Sound-World»                                | Мур         | Мур         | 5:27         |
| 4.  | «Drunken Butterfly»                                    | Гордон      | Гордон      | 3:03         |
| 5.  | «Shoot»                                                | Гордон      | Гордон      | 5:16         |
| 6.  | «Wish Fulfillment»                                     | Ли Ранальдо | Ранальдо    | 3:24         |
| 7.  | «Sugar Kane»                                           | Мур         | Мур         | 5:56         |
| 8.  | «Orange Rolls, Angel's Spit»                           | Гордон      | Гордон      | 4:17         |
| 9.  | «Youth Against Fascism»                                | Мур         | Мур         | 3:36         |
| 10. | «Nic Fit» (Untouchables)                               |             | Мур         | 0:59         |
| 11. | «On the Strip»                                         | Гордон      | Гордон      | 5:51         |
| 12. | «Chapel Hill»                                          | Мур         | Мур         | 4:46         |
| 13. | «Stalker» (бонус-трек на виниле и японском CD-издании) | Мур         | Мур         | 3:01         |
| 14. | «JC»                                                   | Гордон      | Гордон      | 4:01         |
| 15. | «Purr»                                                 | Мур         | Мур         | 4:21         |
| 16. | «Créme Brûlèe»                                         | Гордон      | Гордон      | 2:33         |

## Участники записи
Sonic Youth
- Тёрстон Мур – гитара, вокал
- Ли Ранальдо – гитара, вокал
- Ким Гордон – бас-гитара, вокал
- Стив Шелли – ударные

Приглашенные музыканты
- Ян Маккей – гитара

Персонал
- Бутч Виг – продюсер, звукоинженер, микшер
- Sonic Youth – продюсер
- Энди Уоллес – звукоинженер, микшер
- Питер Бекермэн – помощник микшера
- Эдвард Дуглас – звукоинженер
- Джон Сикет – помощник микшера
- Хауи Вайнберг – мастеринг
- Фред Кеворкян – помощником звукоинженера
- Кевин Рейган – арт-директор
- Майк Келли – оформление